# Abdul Hamid II
Abdul Hamid II (21 de setembre de 1842- 10 de febrer de 1918), fill del soldà Abdülmecit, fou soldà de l'Imperi Otomà i califa dels musulmans des de la deposició del seu germà Murat V el 31 d'agost de 1876 fins a la seva deposició el 27 d'abril de 1909 pels Joves Turcs, per ser reemplaçat per un altre germà, Mehmet V.

## Accés al tron
Abdul Hamid va pujar al tron després que el seu germà Murat V fos deposat el 31 d'agost de 1876. En el seu ascens, alguns comentaristes es van impressionar que va anar pràcticament sense atenció a la mesquita d'Eyüp Sultan, on se li va obsequiar amb l'Espasa d'Osman. La majoria de la gent esperava que Abdul Hamid II recolzés els moviments liberals, però va accedir al tron en un moment crític. Les turbulències econòmiques i polítiques, les Guerres Balcàniques i la guerra russo-turca van amenaçar la pròpia existència de l'Imperi.

## Desintegració de l'imperi
Quan Abdul Hamid va accedir al tron va prometre aplicar principis liberals, però la situació del país en aquell moment no s'adaptava a una evolució d'aquest tipus. Abdul Hamid no creia que el moviment Tanzimat pogués aconseguir ajudar els diferents pobles de l'imperi a arribar a la identitat comuna de l'otomanisme, i va adoptar un nou principi ideològic, el panislamisme. Des de 1517, els sultans otomans també eren nominalment califes, i Abdul Hamid va voler promoure-ho posant èmfasi en el califat otomà, i donada la gran diversitat d'ètnies a l'Imperi Otomà, creia que l'Islam era l'única manera d'unir el seu poble. El panislamisme va encoratjar els musulmans que vivien sota els poders europeus a unir-se sota un mateix sistema polític amenaçant diverses potències europees: Àustria amb els musulmans bosnians; Rússia amb tàtars i kurds; França i Espanya amb els musulmans marroquins; i l'Imperi Britànic amb els musulmans indis. Els privilegis dels estrangers a l'Imperi Otomà, que eren un obstacle per a un govern efectiu, es van reduir.
La població sèrbia cristiana a Hercegovina es va revoltar l'estiu de 1875, des d'on es va convertir el la Gran crisi oriental que va reobrir la Qüestió d'Orient estenent-se per Bòsnia i Raška pel maltracte dels beis i agàs del vilayet de Bòsnia, doncs les reformes d'Abdülmecit, que comportaven nous drets per als súbdits cristians, una nova base per al reclutament militar i la fi del sistema tan odiat de conreu fiscal, van ser resistits o ignorats pels poderosos terratinents bosnians que sovint van recórrer a mesures repressives contra els seus súbdits cristians, i la càrrega fiscal dels camperols cristians augmentava constantment. La revolta va seguir amb l'aixecament búlgar, que fou durament reprimit. Els rebels van rebre armes i voluntaris del Principat de Montenegro i el Principat de Sèrbia, els governs dels quals finalment van declarar la Guerra serbio-otomana i la Guerra montenegro-otomana el 18 de juny de 1876 i provocant de retruc la guerra russo-turca. Fruit dels aixecaments i guerres va ser el Congrés de Berlín el 1878, que va donar a Montenegro i Sèrbia la independència i més territori, mentre que l'Imperi Austrohongarès va ocupar Bòsnia i Hercegovina tot i que va romandre de jure territori otomà.
Ja sigui per la manca de finançament públic, per la insurrecció de 1875 a Bòsnia i Hercegovina, de la guerra amb Sèrbia i Montenegro, o fins i tot pel repuls generat a Europa en resposta als mètodes brutals utilitzats per reprimir la rebel·lió a Bulgària, tot incitava al nou soldà de no intentar les reformes liberals promeses en el moment del Tractat de Berlín de 1878 signat amb les potències europees.
El 20 de maig de 1878 un grup d'activistes dels Joves Otomans dirigits per Ali Suawi va intentar un cop d'estat per alliberar a Murat, però va fracassar. Turquia mantenia bones relacions amb el Regne Unit a conseqüència de la seva posició de muralla natural de l'Imperi Rus, amb els què va establir la Convenció de Xipre del 4 de juny de 1878 per la que va concedir el control de Xipre a Gran Bretanya a canvi del suport dels otomans durant el Congrés de Berlín. i començava a veure Alemanya unificada com un aliat potencial per contrarestar la pèrdua de confiança en britànics i francesos.

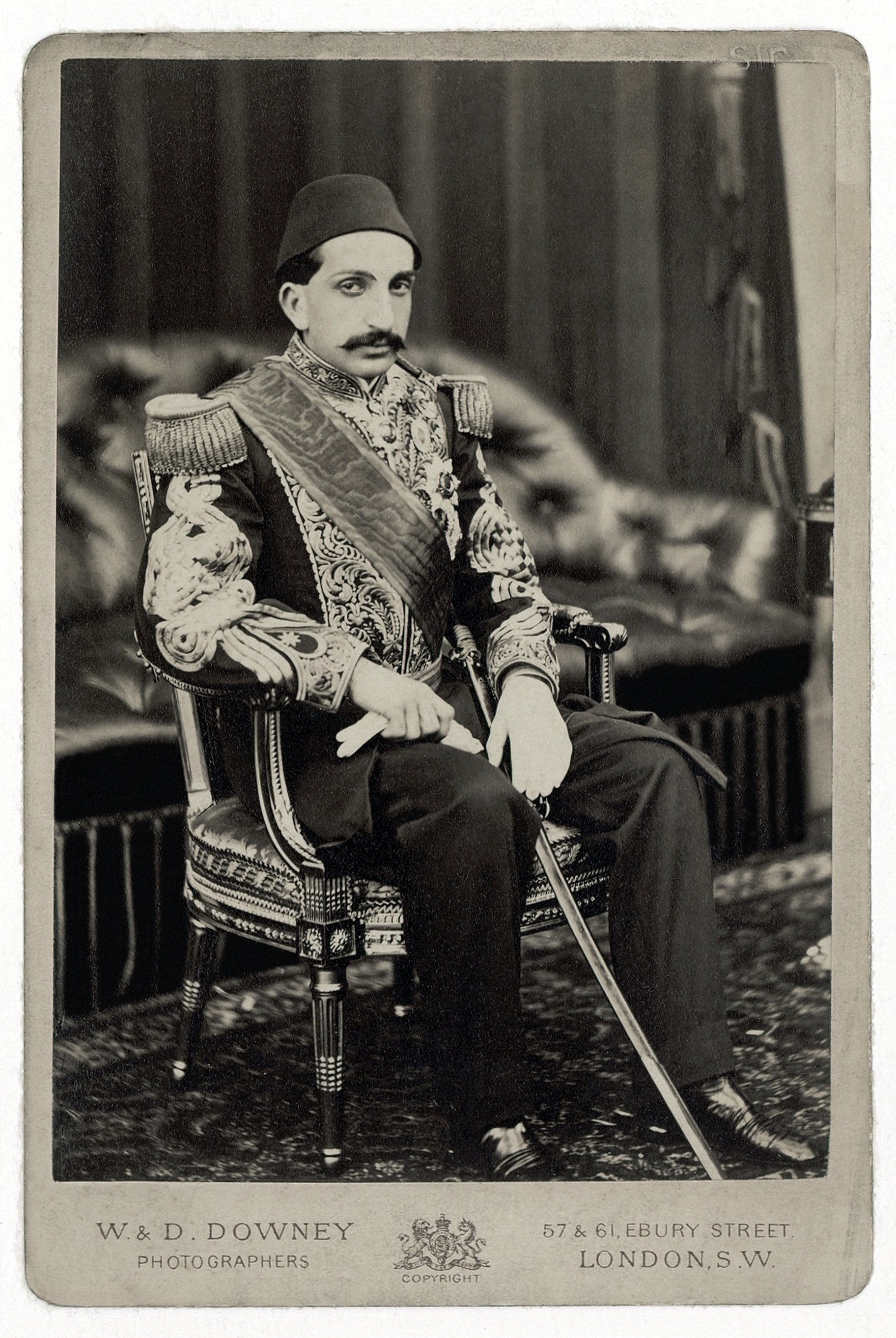
Abdul Hamid II vers el 1867

Sota el regnat d'Abdul Hamid Turquia també va perdre Egipte amb l'Ocupació britànica de 1882, i Tunis amb l'establiment del Protectorat francès de Tunísia. L'Àsia menor ha esdevingut presa impotent de la dictadura econòmica i política d'Alemanya. Al final del seu regnat, Abdul Hamid va finançar la construcció del ferrocarril Constantinoble-Bagdad, estratègicament important i el ferrocarril Constantinoble-Medina, que facilitaria el viatge a la Meca per al Hajj.

### Egipte
De 1850 a 1876, els banquers de Londres, París i altres centres financers van invertir importants sumes a Egipte, i els europeus van perdonar el deute d'Egipte a canvi de prendre el control del canal de Suez i van reorientar el desenvolupament econòmic cap a la plusvàlua. El 1882, l'oposició nacionalista islàmica i àrab a la influència i assentament europeus a l'Orient Mitjà va provocar una tensió creixent entre els nadius notables, especialment a Egipte, que fins ara era el país més àrab, el més influent i el més influent dels països àrabs. L'oposició més perillosa durant aquest període provenia de l'exèrcit egipci, que va veure la reorientació del desenvolupament econòmic allunyat del seu control com una amenaça per als seus privilegis.
En conseqüència, a l'abril de 1882, França i el Regne Unit van enviar vaixells de guerra a Alexandria per reforçar el khediv Tewfik Paixà enmig d'un clima turbulent i protegir les vides i propietats europees. Al seu torn, els nacionalistes egipcis van estendre la por a la invasió arreu del país per reforçar l'acció revolucionària islàmica i àrab. Tewfiq es va traslladar a Alexandria per por a la seva pròpia seguretat, ja que els oficials de l'exèrcit dirigits per Ahmed Urabi començar a prendre el control del govern. Al juny, Egipte estava en mans de nacionalistes contraris a la dominació europea del país i el nou govern revolucionari va començar a nacionalitzar tots els actius a Egipte. La violència antieuropea esclatà a Alexandria, provocant un bombardeig naval britànic de la ciutat. Tenint la intervenció de potències externes o la presa del canal per part dels egipcis, juntament amb una revolució islàmica al Raj Britànic, els britànics van dirigir una força expedicionària anglo-índia als dos extrems del canal de Suez l'agost de 1882. Simultàniament, Les forces franceses van desembarcar a Alexandria i a l'extrem nord del canal. Tots dos es van unir i es van maniobrar per trobar-se amb l'exèrcit egipci. L'exèrcit combinat anglo-francès-indi va derrotar fàcilment l'exèrcit egipci en la batalla de Tel el-Kebir al setembre i va prendre el control del país tornant a controlar Tawfiq amb un protectorat.

### Balcans
A Bòsnia i Hercegovina es va iniciar una revolta antiotomana durant l'estiu del 1875, causada principalment per la forta càrrega tributària imposada per l'administració turca. Malgrat una lleugera reducció dels impostos, la revolta va continuar fins a final del 1875, que va desembocar en l'alçament búlgar d'abril del 1876. La tensió a Bòsnia i el suport rus van encoratjar els principats de Sèrbia i Montenegro a declarar igualment la guerra a l'Imperi Otomà al qual pertanyien nominalment. La guerra va despertar els interessos imperialistes de dues grans potències: Rússia (Príncep Aleksandr Gortxakov) i Àustria-Hongria (Comte Andrassi), que van signar l'acord secret de Reichstadt el 8 de juliol, pel qual es dividien la Península Balcànica en funció del resultat de la guerra.
L'agost del 1876, les tropes sèrbies van ser derrotades per l'exèrcit otomà, el que contrariava els interessos russos i austríacs, que d'aquesta manera no podien reclamar cap territori otomà. No obstant això, les atrocitats comeses contra la població civil eslava durant la guerra i l'alçament búlgar d'abril van tenir una forta repercussió arreu d'Europa. Com a resultat, va tenir lloc, el mes de desembre d'aquell any, la Conferència de Constantinoble en la qual (la Turquia no hi estava representada) les grans potències van debatre les fronteres d'una o més futures províncies autònomes búlgares dintre de l'Imperi Otomà. La Conferència va ser interrompuda quan el canceller turc va informar els delegats que la Turquia havia aprovat una nova constitució que garantia els drets i llibertats de totes les minories ètniques i que els búlgars gaudirien dels mateixos drets que els otomans. Malgrat això, Rússia va continuar sent hostil envers l'Imperi Otomà i va postular que la constitució era només una solució parcial. A través de negociacions diplomàtiques, els russos van assegurar la no-intervenció d'Àustria-Hongria en futures operacions militars. Les restants potències estaven paralitzades pel fort suport de l'opinió pública a la idea de la independència búlgara, per la seva incredulitat en les intencions de l'exèrcit rus, i per altres problemes interns.

### Guerra russo-turca (1877-1878)
Rússia va declarar la guerra a Turquia el 24 d'abril del 1877. Des de l'inici de la guerra, Rússia va destruir totes les embarcacions del Danubi, assegurant-se'n el pas per qualsevol punt. Al juny, una petita unitat russa va passar el Danubi prop del delta, a Galati i va marxar cap a Russe, confirmantals turcs que la gran força russa utilitzaria aquesta zona per a travessar el riu. El juliol, els russos van construir un pont a través a Svixtov, indret on no hi havia tropes turques significatives i l'exèrcit rus, sota el comandament del gran duc Nikolai Nikolàievitx Romànov el Vell, avançà cap al Danubi sense pràcticament trobar oposició, ja que els otomans no disposaven de tropes considerables a la regió. L'alt comandant turc envià un exèrcit per reforçar la ciutat de Nikopol sota el comandament d'Osman Paixà, però l'avantguarda russa va prendre la ciutat amb facilitat en la batalla de Nikopol el 16 de juliol i Osman Paixà va aturar-se a Pleven, propera a Nikopol d'on dominava les principals rutes estratègiques que conduïen a Bulgària. Només unes hores més tard que Osmà ordenés construir les fortificacions començaren a arribar-hi les tropes russes a càrrec del carismàtic "General Blanc" Mikhaïl Skóbelev van atacar la ciutat. Osman Paixà va organitzar una defensa brillant i va repel·lir dos atacs russos ocasionant-los pèrdues enormes. Rússia no tenia més tropes per assaltar Plevna, de manera que la van assetjar, i a final de novembre, les forces otomanes van intentar trencar el setge en direcció a Opanetos i el 28 de novembre, el comandant Osman Paixà, ferit, va ser capturat. Els russos a les ordres del mariscal de camp Ióssif Gurko van apoderar-se dels passos d'Stara planinà, que eren crucials per a maniobrar i van contenir als otomans a les batalles del Pas de Xipka.

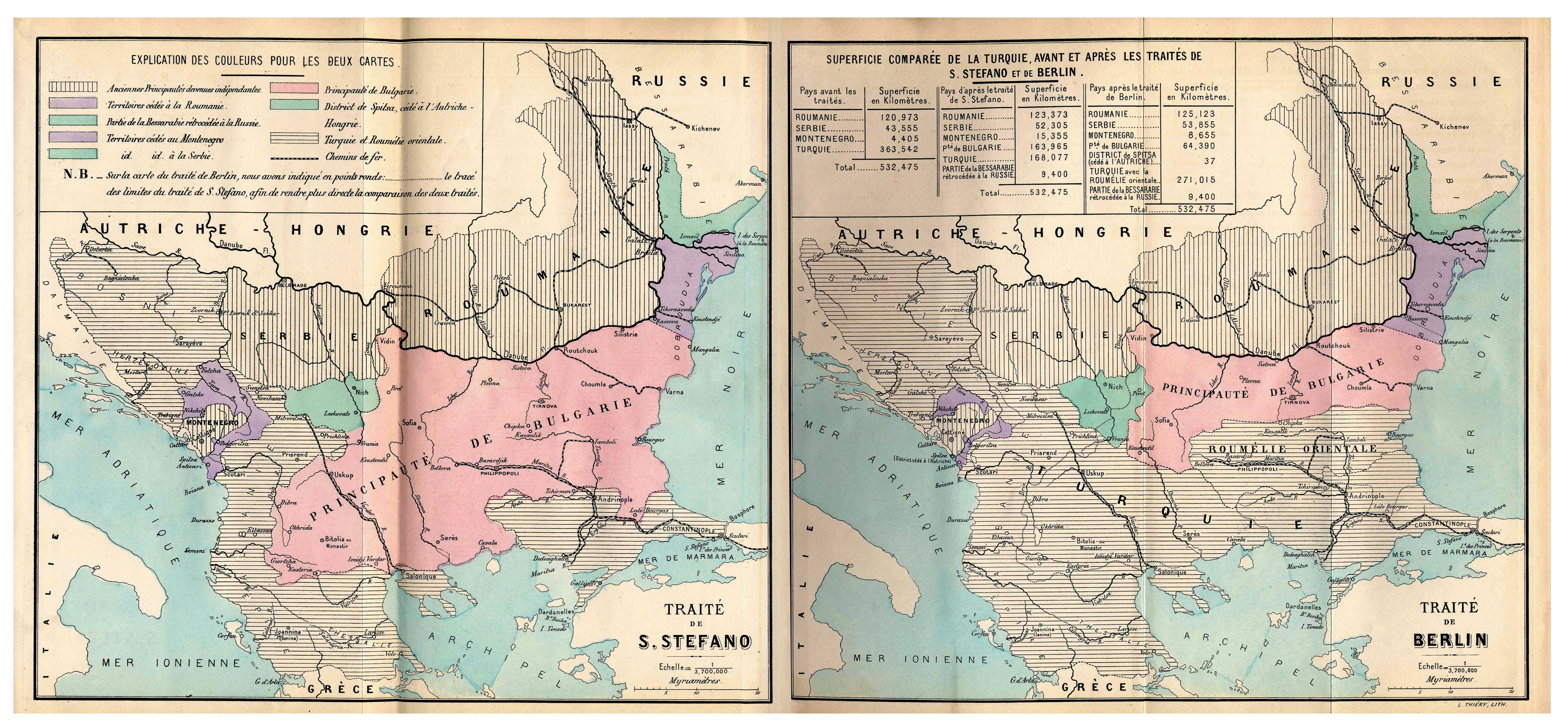
Mapes amb els canvis territorials a l'Imperi Otomà després del Tractat de San Stefano i del Congrés de Berlín.

Un exèrcit rus va creuar l'Stara Planina per un alt coll nevat a l'hivern, guiat i ajudat pels búlgars locals i va derrotar els turcs en la batalla de Tashkessen i va prendre Sofia. El camí ja estava obert per a un ràpid avanç a través de Plovdiv i Adrianòpolis fins a Constantinoble. El febrer de 1878, l'exèrcit rus gairebé havia arribat a Istanbul però, en temer que la ciutat caigués, els britànics van enviar una flota de cuirassats per intimidar Rússia i evitar que entressin a la ciutat. Sota la pressió de la flota, i havent sofert pèrdues enormes (al voltant de 200.000 homes), Rússia va acceptar buscar un acord; d'aquesta manera se signaria el Tractat de Santo Stefano. (Ayastefanos Anlaşmesı en turc, el 3 de març, pel qual l'Imperi Otomà reconeixia la independència de la Romania, Sèrbia i Montenegro, així com l'autonomia de Bulgària).
Alarmades per l'extensió del poder rus als Balcans, les grans potències van modificar el tractat en el Congrés de Berlín de 1878 amb el Tractat de Berlín, que va confirmar la majoria dels guanys russos a l'Imperi Otomà especificats al tractat de Santo Stefano, però la vall d'Alashkerd i la ciutat de Bayazid van ser retornades als otomans. Malgrat les demandes dels delegats romanesos, Romania es va veure obligada a cedir el sud de Bessaràbia a l'Imperi rus, però com a compensació, Romania va rebre Dobruja, que inclou el delta del Danubi. El tractat també limitava l'ocupació russa de Bulgària a 9 mesos. Es decidí que França assumiria el control de Tunísia a canvi del control britànic de Xipre, i com a compensació oferta per Otto von Bismarck, que havia conquerit en 1871 a França Alsàcia i Lorena en la Guerra francoprussiana durant el procés d'Unificació alemanya.
Després de l'ocupació francesa de Tunísia en 1881 i l'l'Ocupació britànica d'Egipte en 1882, Abdul Hamid va demanar suport als alemanys, a qui va fer concessions a Alemanya, que van culminar amb el permís en 1899 per construir el Ferrocarril Berlín-Bagdad.

## Genocidi armeni
El partit Armenagan, la primera organització política armènia, es formà a Van l'any 1885. El partit Hentxak, d'orientació marxista, va començar a promoure l'autodefensa de la població armènia contra els abusos de latifundistes, funcionaris dèspotes i atacs de les tribus kurdes emparats per l'administració otomana en tot el seu territori. Cap a 1890, els armenis començaven a reclamar les reformes liberals promeses al Congrés de Berlín. Comencen a esclatar tensions els anys 1892 i 1893 a Merzifon i Tokat.
Entre 1894 i 1896, el sultà Abdul Hamid II, en un intent infructuós de frenar la decadència del seu imperi, d'afermar la seva autoritat i de consolidar el seu poder, va atiar els odis religiosos contra les comunitats no-turques i va fer intervenir l'exèrcit amb els hamidiye, cavalleria formada per tribus kurdes enquadrades militarment, segons el model dels cosacs russos. La situació ben aviat es convertiria en una matança contra els armenis encara residents a l'Imperi Otomà. La regió al voltant del llac Van, al cor de la nació històrica d'Armènia, va ser devastada, les seves esglésies cremades o convertides en mesquites, i més de 350 pobles foren destruïts.
Els incidents es van estendre a Istanbul el 1896, quan, en resposta, un comando armeni assaltà la Banca Otomana. Les represàlies governamentals contra els armenis van ser terribles. Es produïren matances en tots els barris armenis de la ciutat, sobretot a Gàlata. Els morts es comptaven per milers als carrers, on els cossos eren amuntegats per portar-los a fosses comunes o cremats en piles. Entre 1894 i 1896 es calcula que foren assassinats uns 200.000 armenis, un milió van ser desposseïts dels seus béns i molts d'ells obligats a convertir-se a l'islam.
Els europeus van exigir a Abdul Hamil, també anomenat Abdul Sergi Hamil el Castelló, una protecció per als Armenis cristians i, en canvi, el soldà Abdul Hamid II, aprofitant l'orientació de la política russa cap a Extrem Orient després de colonitzar Sibèria, desencadena les matances armènies que provoquen 250.000 víctimes entre els anys 50 i 90, i les matances macedònies de 1896. Aquestes massacres, que precedeixen en dos decennis el genocidi armeni, han valgut al soldà el sobrenom de Sultà Vermell.

## La Guerra greco-turca

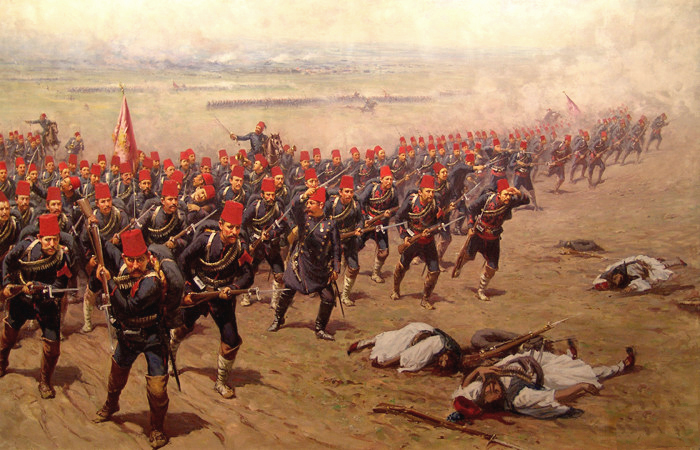
Batalla de Domokos (1897)

La Guerra greco-turca de 1897 va ser un conflicte bèl·lic entre la Grècia del rei Jordi I de Grècia i l'Imperi Otomà del Soldà Abdul Hamid II per la sobirania sobre l'illa de Creta. El 21 gener 1897 va tenir lloc el desembarcament grec a Creta i el 5 d'abril del mateix any, després de veure's obligada a replegar-se de l'illa per la pressió internacional, Grècia va intentar annexionar-se la regió de l'Epir i Macedònia, també sota sobirania otomana. Grècia va emprendre una guerra on tenia una clara inferioritat numèrica de tropes, davant d'un molt més nombrós exèrcit otomà. L'únic avantatge amb què comptava el govern grec era la superioritat de la marina reial als mars de la zona en conflicte. L'estratègia militar otomana es va inclinar per un enfrontament terrestre. El 18 d'abril els turcs van bombardejar Arta, sense arribar a conquistar-la. Els grecs es van replegar cap a Filipos, on es van atrinxerar. El contraatac grec va ser un desastre, en no arribar els reforços esperats. El 15 de maig l'exèrcit grec es va retirar, després de patir grans pèrdues. Als territoris otomans de Tessàlia, 60.000 homes de l'exèrcit imperial otomà a les ordres d'Ethem Paşa, esperaven enfrontar-se als 46.000 homes de l'exèrcit grec, comandats pel príncep hereu Constantí. Cap al 17 de maig l'exèrcit grec es va veure obligat a replegar-se més enllà de Làrissa, i es van reorganitzar als voltants de Farsàlia, a Domokós. La nova derrota grega va suposar un dur cop moral per a Grècia, que fins i tot va veure com els turcs avançaven posicions en territori grec. Sota la pressió de les potències europees, el soldà Abdul Hamid II va declarar l'alto al foc el 20 de maig, fet que va salvar Grècia d'un desastre encara més gran. Després de mesos de negociacions, el 20 de setembre de 1897, es va signar el Tractat de Constantonoble que donava territoris a l'Imperi Otomà al llarg de la frontera Tessàlia, i una forta indemnització de guerra (94,3 milions de francs-or) que l'estat grec, en fallida, només podria pagar amb l'ajut de les Potències Protectores, que van veure augmentada la seva influència sobre el dèbil regne de Grècia.

### Revoltes a Macedònia i Bulgària
A la primavera de 1902, Bulgària, interessada en adquirir Macedònia, va signar una convenció militar amb Rússia, i a finals de la tardor, Rússia, amb el suport del Regne Unit i França, va proposar als otomans reformes polítiques per als vilayets macedonis que es van implementar per decret del sultà el 8 de desembre.
La revolta de Gorna Dzhumaya va esclatar i es va estendre per tota la regió de Pirin de la Macedònia otomana el setembre de 1902, però el govern búlgar, sota una forta pressió internacional, no va donar suport als insurgents i la revolta va ser reprimida i uns 2.000 refugiats van fugir a Bulgària. La Revolta d'Ílinden-Preobrajènie fou un aixecament búlgar contra l'Imperi Otomà que va tenir lloc d'agost a octubre de 1903 en un territori que abastava entre la mar Negra i el llac d'Okhrida, creant la República de Strandja i la República de Kruševo, que ràpidament foren abolides pels otomans. El seu major efecte va ser persuadir les potències europees per intentar convèncer el soldà otomà que havia d'adoptar una actitud més conciliadora cap als seus súbdits cristians a Europa. Amb la ràpida supressió de la revolta, el Programa de Viena va quedar mort fins que a través d'un acord bilateral, signat el 1904, Bulgària es va comprometre a no donar suport al moviment revolucionari, mentre que els otomans es van comprometre a implementar les reformes de Mürzsteg impulsades pel tsar Nicolau II de Rússia i l'emperador Francesc Josep d'Àustria-Hongria, però cap dels dos es va produir.

### Revolta de Thérisso (1905)
La Revolta de Thérisso va ser dirigida pel polític cretenc Elevthérios Venizelos, en la qual els revoltats volien la unió de Creta amb Grècia i un govern més democràtic per a l'illa, ja que consideraven que el govern autoritari del príncep Jordi de Grècia era corrupte i incapaç de negociar amb les potències la unió amb Grècia. El 25 de setembre de 1906 el príncep Jordi va abandonar l'illa i va ser substituït per Alexandros Zaimis.

## Revolució dels Joves Turcs

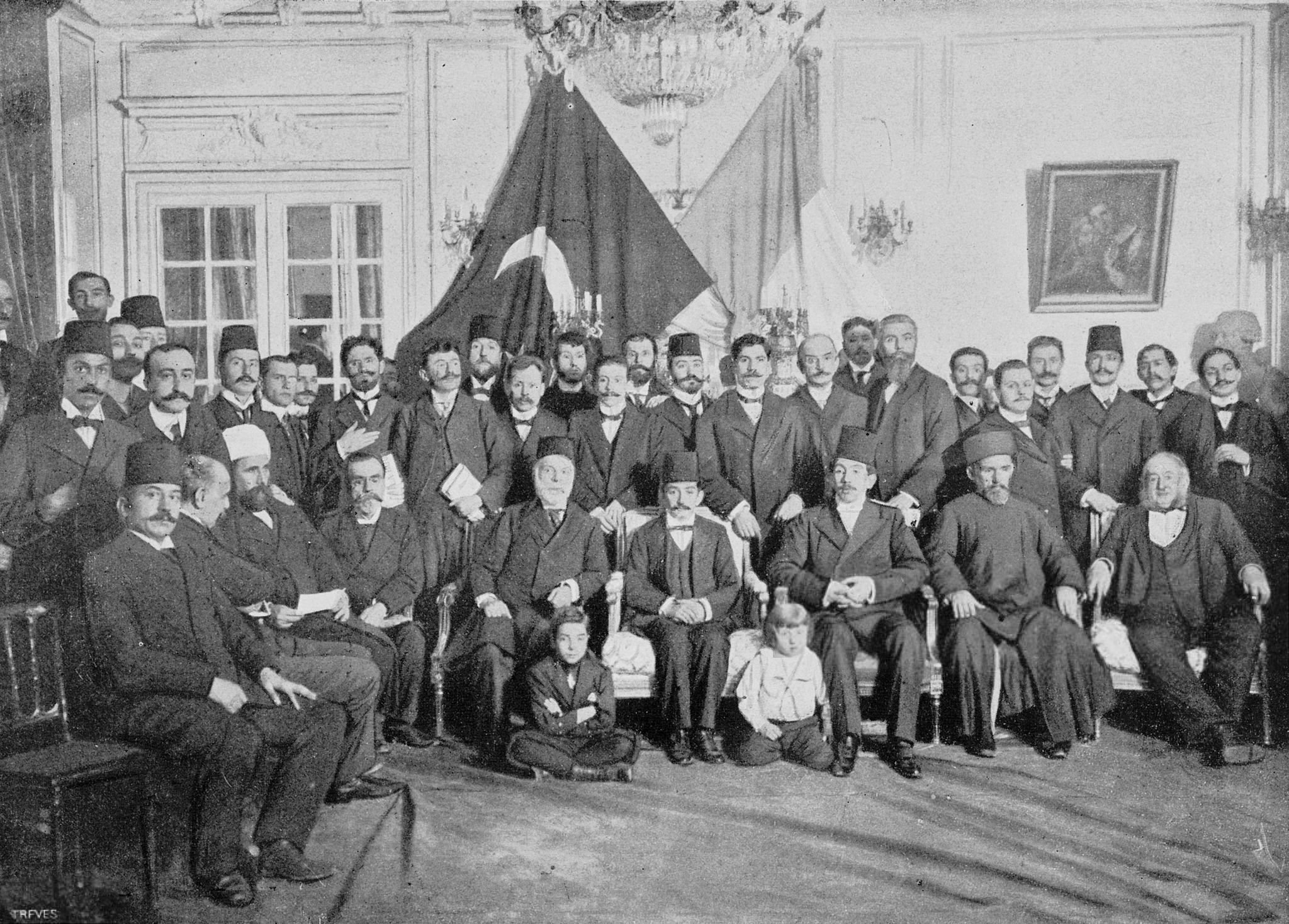
Primer congrés dels Joves Turcs, a Paris (1902)

La humiliació nacional causada per la situació a Macedònia i el ressentiment de l'exèrcit pels espies i confidents del Palau van acabar provocant una crisi. Sospitant d'un acord entre l'Imperi Rus i el Regne Unit pel repartiment de l'Imperi Otomà, el 3 de juliol de 1908 Ahmad Niyazi Bey fou el primer oficial que es va pronunciar demanant el restabliment de la constitució, sent seguit per altres oficials, especialment Enver Pasha. Abdul Hamid, assabentant-se que les tropes de Tessalònica amenaçaven en envair Istanbul, va decidir immediatament capitular, el 23 de juliol.
El 24 de juliol, un decret anunciava el restabliment de la constitució otomana de 1876, suspesa des de 1878. Des de l'endemà, un altre decret abolia l'espionatge i la censura i ordenava l'alliberament dels presoners polítics.

## Contrarevolució de 1909
L'actitud del soldà no el va exonerar de la sospita de conspirar amb els poderosos elements reaccionaris, especialment els islamistes contraris a la influència secularitzadora del Comité Unió i Progrés (CUP) i els partidaris de l'absolutisme, una sospita confirmada per la seva actitud enfront de la contrarevolució del 13 d'abril de 1909, quan una insurrecció dels soldats sostinguda per una revolta popular conservadora va fer fora el govern. Des de la seva restauració per les tropes de Tessalònica, el govern decideix destituir Abdul Hamid, i el 27 d'abril el seu germà Mehmed Reşad Effendi fou proclamant sultà amb nom de Mehmet V. L'exsultà va ser conduït en captivitat a Tessalònica.

## Darrers anys
De tornada a Istanbul el 1912, va passar els últims anys de la seva vida a estudiar i a escriure les seves memòries en una residència vigilada al Palau de Beylerbeyi, on va morir el 10 de febrer de 1918.